# Martín Llaryora
Martín Miguel Llaryora (San Francisco, 6 de octubre de 1972) es un abogado y político argentino, miembro del Partido Justicialista y gobernador de Córdoba desde 2023. Fue diputado de la Nación Argentina por Córdoba, vicegobernador, intendente de la ciudad de Córdoba y dos veces intendente de San Francisco.

## Biografía

### Comienzos
Martín Llaryora es el hijo mayor de María del Carmen Seijo y Luis Alberto Llaryora. Fue a la escuela primaria Rafael Núñez y completó sus estudios secundarios en el actual IPEM 50 “Emilio F. Olmos”, de formación técnica, donde participó en el Centro de Estudiantes.
En 2002, se graduó como diplomado en Gestión Pública en la Universidad Católica de Córdoba y en 2009 recibió el título de abogado en la Facultad de Derecho y Ciencias Sociales de la Universidad Nacional de Córdoba.
Su carrera política y trayectoria pública incluye antecedentes de formación académica como viajes diplomáticos, misiones comerciales representando a su provincia y la participación en congresos y simposios en Canadá, Estados Unidos, Alemania y Australia.
Casado, tiene tres hijos.

### Política
Su militancia comenzó durante la universidad, cuando fue presidente de la Juventud Peronista y se desempeñó el cargo de Coordinador de Empleo y Formación Profesional del Gobierno de Córdoba.

### Intendencia de San Francisco
Fue elegido concejal de San Francisco (2003-2007). En 2007 fue elegido intendente con el 33% de los votos con los que superó al candidato radical, Hugo Madonna, que obtuvo el 31%.
En las elecciones internas del 3 de abril de 2011 fue elegido presidente del PJ de la ciudad. En julio de ese año los ciudadanos vuelven a elegirlo intendente con un porcentaje del 52.76 de los votos, el más alto para un segundo mandato desde el regreso de la democracia en San Francisco.

### Ministro de Industria
El 11 de diciembre de 2013 asumió como ministro de Industria, Comercio, Minería y Desarrollo Científico Tecnológico de Córdoba durante la gestión de José Manuel de la Sota.
En octubre de 2014 presentó tres proyectos de ley en la Unicameral:
- Ley N° 15468/14, prórroga por dos años la vigencia del Programa de Promoción y Desarrollo Industrial de Córdoba
- Ley N° 15469/14, creación de la Gestión de Información Industrial
- Ley N° 15470/14, puesta en marcha un régimen de promoción para la creación de micro y pequeñas empresas

El 28 de diciembre de 2014, renunció al Ministerio.

### Vicegobernador
Si bien en un principio había adelantado su precandidatura a gobernador, acompañó a Juan Schiaretti como candidato a vice desde Unión por Córdoba. En las elecciones del 5 de julio de 2015 la fórmula Schiaretti-Llaryora se impuso con el 39% de los votos frente a Aguad-Baldassi (Juntos por Córdoba) que obtuvieron el 33,78 por ciento.
En diciembre de 2015 asumió como vicegobernador. En ese rol presidió la Legislatura Unicameral de Córdoba.

### Diputado Nacional
En 2017, pidió licencia de la vicegobernación para presentarse como candidato a Diputado Nacional por Córdoba. Se impuso y resultó elegido para el Congreso de la Nación Argentina. En ese cargo fue elegido vicepresidente tercero de la Cámara de Diputados. En 2018, por iniciativa suya y de los diputados Alejandra Vigo y Paulo Cassinerio, la Placa Conmemorativa del Centenario de la Comunidad Siria fue declarada de interés histórico y artístico por el Congreso. Fue miembro de la comisión de Relaciones Exteriores y Culto y miembro suplente del Consejo de la Magistratura.
Presentó proyectos de ley vinculados a salud mental, seguridad vial y derechos del consumidor. En 2017 votó a favor de la reforma provisional impulsada por el gobierno de Mauricio Macri.
Es autoridad de la mesa Ejecutiva del Partido Justicialista Distrito Córdoba.

### Intendente de Córdoba
En 2019 se postuló a intendente de Córdoba. Su lista fue impugnada por los apoderados de la lista de la alianza Córdoba Cambia  pero la Justicia la avaló. Afirmó que no participaría de los debates electorales ya que los consideraba un "show de agresiones".
En abril presentó, junto al gobernador Schiaretti, una propuesta de transporte urbano denominada "Ferrourbano Metropolitano", un tren que circularía dentro de la ciudad. Presentó un Plan de Áreas Verdes que prevé la puesta en valor de los parques existentes y la creación de cinco nuevos parques: el parque del Centro Cívico, el Parque del Este, el Parque del Oeste, el Parque Fadea y uno debajo del paso de la avenida Circunvalación frente al estadio Kempes. Propuso además un Plan de Conectividad con el cual se construirían 102 kilómetros de nueva fibra óptica y nuevos espacios de wi fi libre en los parques, plazas y edificios públicos municipales. En el área de seguridad propuso los Consejos de Seguridad Ciudadana donde la municipalidad trabajará de forma coordinada con los vecinos y el gobierno de la provincia.
El 12 de mayo gana las elecciones con el 37% de los votos, convirtiéndose en el primer intendente electo de Córdoba perteneciente al Partido Justicialista desde la década de 1970. En el segundo lugar quedó Luis Juez con el 20%.

#### Gestión de gobierno
A fines de diciembre de 2019 envió al Concejo Deliberante un proyecto de ordenanza de emergencia económica. El proyecto permite a la Municipalidad reestructurar obligaciones, racionalizar el gasto público, vender bienes muebles e inmuebles y aumentar el Impuesto Inmobiliario en un 53%. También congela los sueldos de los empleados de la planta política por 6 meses. Fue aprobado el 27 de diciembre.
En enero de 2020 se anunció un plan en conjunto con el gobierno provincial para restaurar el Parque Sarmiento. En julio de 2020, la municipalidad dispuso la intervención del zoológico de la ciudad para reconvertirlo en el Parque de la Biodiversidad, enfocado en la conservación de especies, la lucha contra el mascotismo y tráfico ilegal de animales y el refugio de fauna en peligro. En enero de 2021 se anunció la creación del Ente BioCórdoba que está encargado del exzoológico, el parque Sarmiento, la Reserva Natural San Martín, el Predio de Sanidad Animal y el Centro de Control de Reproducción de Mascotas.
En diciembre de 2020 se anunció que las excárceles de Encausados y San Martín serían convertidas en parques públicos.
El tren metropolitano comenzó a funcionar en diciembre de 2021, con cinco viajes diarios entre Córdoba y La Calera.Sin embargo, para 2023 el tren aún no se había convertido en una alternativa ampliamente utilizada.
En abril de 2023 se inauguró la remodelación del Parque Las Heras-Elisa, con nuevas veredas, senderos, mobiliario urbano y reja perimetral.En noviembre se inauguró la remodelación de la Plaza Austria y el puente peatonal que la une con el Parque Las Heras.
La gestión concluyó con un total de casi 1500 espacios verdes recuperados, incluyendo los anteriormente mencionados, además de otros espacios icónicos como la Plaza Colón, la Plaza España, el Parque Heroínas de Ayohuma, la Plaza Eva Perón, la Plaza 12 de Octubre, la Plaza Héroes de Malvinas, la plaza 6 de Julio, la plaza Gaucho Rivero y la Plaza Alberdi.
En materia educativa, Llaryora impulsó el programa PIEnsA, para potenciar la enseñanza de programación, robótica e inglés, sumando horas de clase en las escuelas municipales. Creó 51 nuevas aulas para el sistema educativo municipal y un nuevo edificio escolar para nivel inicial. Impulsó el desarrollo del programa "Escuelas Verdes" para la educación ambiental, "Empleos Verdes" para la capacitación e inserción laboral en materia ambiental e instauró las primeras diez diplomaturas de la Universidad Libre del Ambiente. Creó el Polo Ambiental Rubén Américo Martí, con la remodelación del Jardín Botánico y la creación de la nueva sede del Instituto de Protección Ambiental y Animal.
Firmó el decreto que prohíbe la tracción a sangre en Córdoba, al mismo tiempo que impulsó la formación en oficios y finalización de estudios primarios para recuperadores urbanos de la ciudad, a quien entregó motocargas eléctricas para que pudieran continuar su trabajo. Impulsó las primeras ediciones de la Cumbre Mundial de Economía Circular, creó el primer Parque de la Economía Circular, la Primera Escuela de Economía Circular, la nueva Planta de Bajo Grande para el aprovechamiento energético de los residuos cloacales, los trolebuses verdes para el transporte urbano sustentable, la creación de nuevos Centros Verdes para el reciclaje de residuos secos y el Clúster de Economía Circular junto con el sector privado y las organizaciones del tercer sector.

#### Gabinete municipal
| Gabinete Municipal de Martín Llaryora                                   | Gabinete Municipal de Martín Llaryora | Gabinete Municipal de Martín Llaryora            |
| Cartera                                                                 | Titular                               | Período                                          |
| ----------------------------------------------------------------------- | ------------------------------------- | ------------------------------------------------ |
| Secretaría de Gobierno                                                  | Ab. Miguel Ángel Siciliano            | 11 de diciembre de 2019 - 9 de diciembre de 2023 |
| Secretaría Economía y Finanzas                                          | Guillermo Acosta                      | 11 de diciembre de 2019 - 9 de diciembre de 2023 |
| Secretaría de Salud                                                     | Med. Ariel Aleksandroff               | 11 de diciembre de 2019 - 9 de diciembre de 2023 |
| Secretaría de Planeamiento, Modernización y Relaciones Internacionales  | Alejandra Torres                      | 11 de diciembre de 2019 - 9 de diciembre de 2023 |
| Secretaría de Educación, Cultura e innovación                           | Dr. Horacio Ferreyra                  | 11 de diciembre de 2019 - 9 de diciembre de 2023 |
| Secretaría de la Mujer, Géneros, Diversidad y Gestión Vecinal           | Sandra Trigo                          | 29 de diciembre de 2021- 9 de diciembre de 2023  |
| Secretaría de Comunicación                                              | César Cuestas                         | 11 de diciembre de 2019 - 9 de diciembre de 2023 |
| Secretaría de Movilidad Urbana                                          | Ing. Marcelo Mansilla                 | 11 de diciembre de 2019 - 9 de diciembre de 2023 |
| Secretaría de Participación Ciudadana                                   | Lic. Guillermo Marianecci             | 11 de diciembre de 2019 - 9 de diciembre de 2023 |
| Secretaría de Desarrollo Urbano                                         | Arq. Daniel Rey                       | 11 de diciembre de 2019 - 9 de diciembre de 2023 |
| Secretaría de Gestión Ambiental y Sostenibilidad                        | Mgtr. Jorge Folloni                   | 11 de diciembre de 2019 - 9 de diciembre de 2023 |
| Secretaría de Políticas Sociales, Inclusión y Convivencia               | Raúl Alejandro La Cava                | 11 de diciembre de 2019 - 9 de diciembre de 2023 |
| Secretaría General                                                      | Ab. Verónica Bruera                   | 11 de diciembre de 2019 - 9 de diciembre de 2023 |
| Administrador general de la Justicia Administrativa Municipal de Faltas | Juan Manuel Araoz                     | 11 de diciembre de 2019 - 9 de diciembre de 2023 |
| Asesor Letrado                                                          | Ab. Andrés Varizat                    | 11 de diciembre de 2019 - 9 de diciembre de 2023 |

### Gobernador de Córdoba
El 25 de junio de 2023 en las elecciones de gobernador, Llaryora resultó electo con 870,935 votos (45,20%) sobre Luis Juez de Juntos por el Cambio que obtuvo 806,541 votos (41.86 %).
Las primeras medidas anunciadas en su asunción el 10 de diciembre estuvieron relacionadas con el ajuste del gasto público: reducción de la cantidad de ministerios, congelación de vacantes en el Estado (salvo en salud, educación y seguridad) y la reducción de salarios de funcionarios. En materia de seguridad anunció que duplicaría las fiscalías antinarcóticos y presentaría un proyecto de ley para implementar la Policía Municipal.
El 14 de noviembre de 2024 el ministro Martín Gill debió renunciar por una denuncia en su contra.

#### Gabinete gubernamental
| Gabinete gubernamental                                     | Gabinete gubernamental | Gabinete gubernamental                            |
| Cartera                                                    | Titular                | Período                                           |
| ---------------------------------------------------------- | ---------------------- | ------------------------------------------------- |
| Ministerio de Gobierno                                     | Manuel Calvo           | 10 de diciembre de 2023 - actualidad              |
| Ministerio de Educación                                    | Horacio Ferreyra       | 10 de diciembre de 2023 - actualidad              |
| Ministerio de Salud                                        | Ricardo Pieckenstainer | 10 de diciembre de 2023 - actualidad              |
| Ministerio de Desarrollo Social y Promoción del Empleo     | Laura Judith Jure      | 10 de diciembre de 2023 - actualidad              |
| Ministerio de Desarrollo Humano                            | Liliana Montero        | 10 de diciembre de 2023 - actualidad              |
| Ministerio de Trabajo y Justicia                           | Julián López           | 10 de diciembre de 2023 - actualidad              |
| Ministerio de Cooperativas y Mutuales                      | Martín Gill            | 10 de diciembre de 2023 - 14 de noviembre de 2024 |
| Ministerio de Infraestructura y Servicios Públicos         | Fabián López           | 10 de diciembre de 2023 - actualidad              |
| Ministerio de Bioagroindustria                             | Sergio Busso           | 10 de diciembre de 2023 - actualidad              |
| Ministerio de Ambiente y Economía Circular                 | Victoria Flores        | 10 de diciembre de 2023 - actualidad              |
| Ministerio de Economía y Gestión Pública                   | Guillermo Acosta       | 10 de diciembre de 2023 - actualidad              |
| Ministerio de Vinculación Comunitaria                      | Daniel Pastore         | 10 de diciembre de 2023 - actualidad              |
| Ministerio de Seguridad                                    | Juan Pablo Quinteros   | 10 de diciembre de 2023 - actualidad              |
| Ministerio de Producción, Ciencia e Innovación Tecnológica | Pedro Dellarrossa      | 10 de diciembre de 2023 - actualidad              |